# KNVB-Pokal 1971/72
Der KNVB-Pokal 1971/72 war die 54. Auflage des niederländischen Fußball-Pokalwettbewerbs. Er begann am 7. Januar 1972 mit der ersten Runde, an der alle 18 Vereine der Eredivisie sowie 14 Clubs aus der Eerste Divisie teilnahmen. Sieben Vereine aus der Eerste Divisie waren nicht teilnahmeberechtigt. Maßgebend für die Teilnahme am Pokalwettbewerb war der Tabellenstand vom 28. November 1971.
Pokalsieger wurde Titelverteidiger Ajax Amsterdam durch den 3:2-Finalsieg gegen FC Den Haag ADO. Da Ajax auch nationaler Meister wurde, nahm der unterlegene Finalist am Europapokal der Pokalsieger teil.

## 1. Runde
| Datum      |                     | Ergebnis              |                          |
| ---------- | ------------------- | --------------------- | ------------------------ |
| 07.01.1972 | DWS Amsterdam       | 1:0                   | Vitesse Arnhem           |
| 09.01.1972 | Ajax Amsterdam      | 8:3                   | PEC Zwolle               |
| 09.01.1972 | AZ '67 Alkmaar      | 1:1 n. V. (5:6 i. E.) | FC Den Haag ADO          |
| 09.01.1972 | FC Groningen        | 1:0                   | FC Den Bosch ʼ67         |
| 09.01.1972 | VVV-Venlo           | 0:1                   | MVV Maastricht           |
| 09.01.1972 | Feyenoord Rotterdam | 3:0                   | Blauw Wit Amsterdam      |
| 09.01.1972 | Fortuna SC Sittard  | 1:0                   | FC Twente '65            |
| 09.01.1972 | HFC Haarlem         | 2:0                   | FC Utrecht               |
| 09.01.1972 | VV Heerenveen       | 0:1                   | Sparta Rotterdam         |
| 09.01.1972 | Heracles Almelo     | 1:4                   | Go Ahead Eagles Deventer |
| 09.01.1972 | NAC Breda           | 1:0                   | SVV Schiedam             |
| 09.01.1972 | NEC Nijmegen        | 2:1                   | Roda JC Kerkrade         |
| 09.01.1972 | PSV Eindhoven       | 2:0                   | VV Eindhoven             |
| 09.01.1972 | SC Telstar 1963     | 0:1                   | WVV Wageningen           |
| 09.01.1972 | VV Veendam          | 0:1                   | RKSV Volendam            |
| 09.01.1972 | Willem II Tilburg   | 1:2                   | Excelsior Rotterdam      |

## 2. Runde
Dreizehn Teams aus der Eredivisie und drei Teams aus der Eerste Divisie qualifizierten sich.
| Datum      |                     | Ergebnis              |                          |
| ---------- | ------------------- | --------------------- | ------------------------ |
| 10.02.1972 | NEC Nijmegen        | 1:0                   | NAC Breda                |
| 12.02.1972 | MVV Maastricht      | 1:2                   | FC Den Haag ADO          |
| 13.02.1972 | Excelsior Rotterdam | 3:0                   | HFC Haarlem              |
| 13.02.1972 | FC Groningen        | 3:4 n. V.             | WVV Wageningen           |
| 13.02.1972 | RKSV Volendam       | 1:0                   | PSV Eindhoven            |
| 13.02.1972 | Sparta Rotterdam    | 2:2 n. V. (5:3 i. E.) | Feyenoord Rotterdam      |
| 20.02.1972 | Ajax Amsterdam      | 3:0                   | Go Ahead Eagles Deventer |
| 20.02.1972 | Fortuna SC Sittard  | 1:0                   | DWS Amsterdam            |

## Finalrunden
| Viertelfinale 15. und 29. März 1972 | Viertelfinale 15. und 29. März 1972 | Viertelfinale 15. und 29. März 1972 |                 |          | Halbfinale 11. und 12. April 1972 | Halbfinale 11. und 12. April 1972 | Halbfinale 11. und 12. April 1972 |  |  | Finale, 11. Mai 1972 in Rotterdam | Finale, 11. Mai 1972 in Rotterdam | Finale, 11. Mai 1972 in Rotterdam |
|                                     |                                     |                                     |                 |          |                                   |                                   |                                   |  |  |                                   |                                   |                                   |
|                                     | Ajax Amsterdam                      | 1                                   |                 |          |                                   |                                   |                                   |  |  |                                   |                                   |                                   |
|                                     | NEC Nijmegen                        | 0                                   |                 |          |                                   |                                   |                                   |  |  |                                   |                                   |                                   |
|                                     | NEC Nijmegen                        | 0                                   | Ajax Amsterdam  | 2        |                                   |                                   |                                   |  |  |                                   |                                   |                                   |
|                                     |                                     |                                     | Ajax Amsterdam  | 2        |                                   |                                   |                                   |  |  |                                   |                                   |                                   |
|                                     |                                     | RKSV Volendam                       | 0               |          |                                   |                                   |                                   |  |  |                                   |                                   |                                   |
|                                     | RKSV Volendam                       | RKSV Volendam                       | 0               | 1        |                                   |                                   |                                   |  |  |                                   |                                   |                                   |
|                                     |                                     |                                     |                 | 1        |                                   |                                   |                                   |  |  |                                   |                                   |                                   |
|                                     | Excelsior Rotterdam                 | 0                                   |                 |          |                                   |                                   |                                   |  |  |                                   |                                   |                                   |
|                                     | Excelsior Rotterdam                 | 0                                   | Ajax Amsterdam  | 3        |                                   |                                   |                                   |  |  |                                   |                                   |                                   |
|                                     |                                     |                                     |                 | 3        |                                   |                                   |                                   |  |  |                                   |                                   |                                   |
|                                     |                                     | FC Den Haag ADO                     | 2               |          |                                   |                                   |                                   |  |  |                                   |                                   |                                   |
|                                     | Sparta Rotterdam                    | FC Den Haag ADO                     | 2               | 0        |                                   |                                   |                                   |  |  |                                   |                                   |                                   |
|                                     |                                     |                                     |                 | 0        |                                   |                                   |                                   |  |  |                                   |                                   |                                   |
|                                     | FC Den Haag ADO                     | 1                                   |                 |          |                                   |                                   |                                   |  |  |                                   |                                   |                                   |
|                                     | FC Den Haag ADO                     | 1                                   | FC Den Haag ADO | 2        |                                   |                                   |                                   |  |  |                                   |                                   |                                   |
|                                     |                                     |                                     | FC Den Haag ADO | 2        |                                   |                                   |                                   |  |  |                                   |                                   |                                   |
|                                     |                                     | WVV Wageningen                      | 0               |          |                                   |                                   |                                   |  |  |                                   |                                   |                                   |
|                                     | Fortuna SC Sittard                  | WVV Wageningen                      | 0               | 0 (2 i.) |                                   |                                   |                                   |  |  |                                   |                                   |                                   |
|                                     |                                     |                                     |                 | 0 (2 i.) |                                   |                                   |                                   |  |  |                                   |                                   |                                   |
|                                     | WVV Wageningen                      | 0 (4 E.)                            |                 |          |                                   |                                   |                                   |  |  |                                   |                                   |                                   |

## Viertelfinale
| Datum      |                    | Ergebnis              |                     |
| ---------- | ------------------ | --------------------- | ------------------- |
| 15.03.1972 | Fortuna SC Sittard | 0:0 n. V. (2:4 i. E.) | WVV Wageningen      |
| 15.03.1972 | Sparta Rotterdam   | 0:1                   | FC Den Haag ADO     |
| 29.03.1972 | Ajax Amsterdam     | 1:0                   | NEC Nijmegen        |
| 01.04.1972 | RKSV Volendam      | 1:0                   | Excelsior Rotterdam |

## Halbfinale
| Datum      |                 | Ergebnis |                |
| ---------- | --------------- | -------- | -------------- |
| 11.04.1972 | Ajax Amsterdam  | 2:0      | RKSV Volendam  |
| 12.04.1972 | FC Den Haag ADO | 2:0      | WVV Wageningen |

## Finale
| Ajax Amsterdam                                | Ajax Amsterdam | FC Den Haag ADO | FC Den Haag ADO |
| --------------------------------------------- | --- | --- | --------------- |
| Ajax Amsterdam                                | \| 11. Mai 1972 in Rotterdam (Feyenoord-Stadion) \| \| Ergebnis: 3:2 (1:0) \| \| Zuschauer: 58.000 \| \| Schiedsrichter: Jef Dorpmans \| \| Spielbericht \|                                        | \| 11. Mai 1972 in Rotterdam (Feyenoord-Stadion) \| \| Ergebnis: 3:2 (1:0) \| \| Zuschauer: 58.000 \| \| Schiedsrichter: Jef Dorpmans \| \| Spielbericht \|                                  | FC Den Haag ADO |
| Ajax Amsterdam                                | Heinz Stuy – Barry Hulshoff, Ruud Krol, Horst Blankenburg, Wim Suurbier – Gerrie Mühren, Johan Neeskens, Arie Haan – Sjaak Swart, Johan Cruyff, Piet Keizer Cheftrainer: Ștefan Kovács ( Rumänien) | Ton Thie – Piet de Zoete, Joop Korevaar, Aad Mansveld , Leo de Caluwé – Dick Advocaat, Aad Kila, Harry Hestad – Sjaak Roggeveen (46. René Pas) Cheftrainer: Václav Ježek ( Tschechoslowakei) | FC Den Haag ADO |
| Ajax Amsterdam                                | 1:0 Johan Cruyff (34.) 2:0 Gerrie Mühren (61., Foulelfmeter) 3:1 Piet Keizer (72.) | 2:1 Hans van Eeden (68.) 3:2 Aad Mansveld (85., Foulelfmeter) | FC Den Haag ADO |
| 11. Mai 1972 in Rotterdam (Feyenoord-Stadion) | | |                 |
| Ergebnis: 3:2 (1:0)                           | | |                 |
| Zuschauer: 58.000                             | | |                 |
| Schiedsrichter: Jef Dorpmans                  | | |                 |
| Spielbericht                                  | | |                 |